# Kasteel Ocket

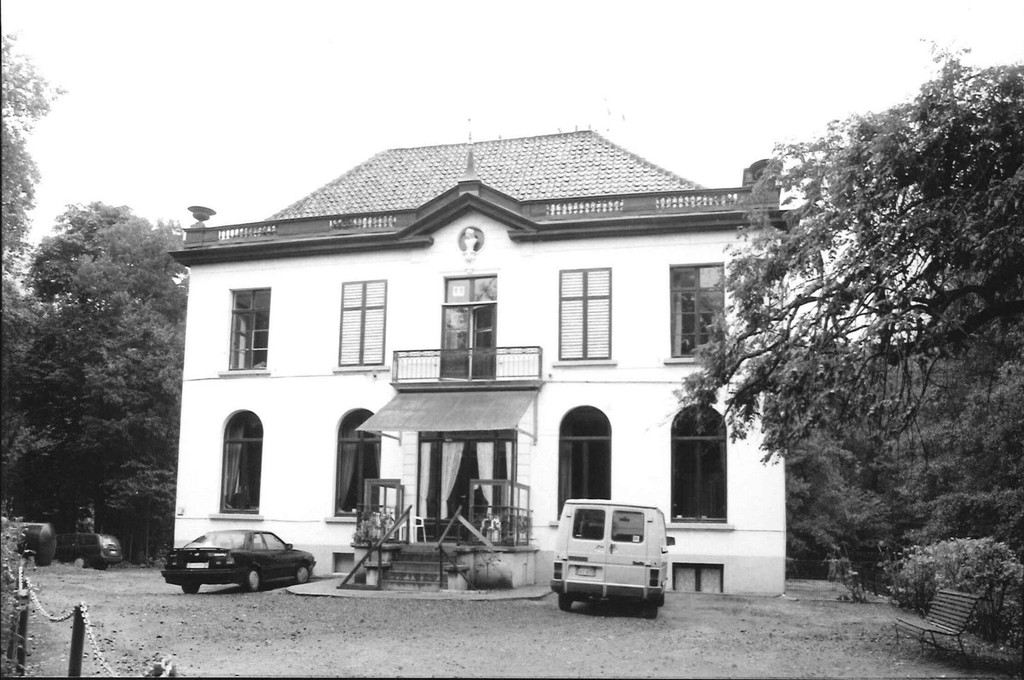
Kasteel Ocket

Het Kasteel Ocket is een kasteel in de tot de Oost-Vlaamse gemeente Destelbergen behorende plaats Heusden, gelegen aan de Aelmeersstraat 1-7.

## Geschiedenis
Mogelijk betreft het hier het leen van Grooten Hoek, dat al in de 15e eeuw werd vermeld. In 1725 werd het aangeduid op een kaart van J.P. Benthuys, waar een naast de Schelde gelegen, omgracht gebouw werd afgebeeld. In 1767 was sprake van een huys van playsance. Het behoorde achtereenvolgens aan de families Van Heusden, Maelcamp en D'Hoop. In 1866 kwam het aan Delecourt en in 1901 aan Dutry en later Ocket-Dutry.

## Gebouw
Het betreft een kasteel op L-vormige plattegrond, gelegen binnen een omgracht terrein. De eetkamer aan de oostkant heeft nog een 17e-18e eeuwse kern met elementen in rococostijl. Gedurende het 2e kwart van de 19e eeuw werd het kasteel verbouwd in neoclassicistische trant met nog elementen uit de empirestijl.
Het park is kleiner dan voorheen omdat een deel ervan verkaveld is. Er is nog een ommuurde moestuin en een kasteelhoeve van 1875 in neogotische stijl.